# Volvo PV 36 Carioca
Volvo PV36 Carioca — легковой автомобиль, выпускавшийся шведской компанией Volvo с 1935 по 1938 год.
Следуя общей тенденции развития легковых автомобилей 1930-х, компания Volvo в 1935 году представила новую, модно выглядевшую модель PV36, чаще известную как Carioca. Карио́ка — это прозвище жителей Рио-де-Жанейро и всего весёлого и жизнерадостного, что связано с этим городом.
Автомобиль имел очень прочный цельнометаллический кузов, хорошо защищавший находившихся внутри пассажиров, что было проверено несколькими зафиксированным авариям. Рядный шестицилиндровый нижневальный двигатель мощностью 80 л.с. разгонял модель до скорости 120 километров в час. Спереди у автомобиля использовалась независимая пружинная подвеска на продольных рычагах.
Всего было изготовлено 500 седанов и один прекрасный кабриолет, созданный в кузовной мастерской Густава Норберга (швед. Gustaf Nordbergs Vagnfabrik AB).